# Безерра, Альвина Хуан
Хуа́н Альви́на Безе́рра (порт.-браз. Juan Alvina Bezerra; род. 16 февраля 2003, Рио-де-Жанейро) — бразильский футболист, полузащитник клуба «Замалек».

## Биография
Родился в Рио-де-Жанейро. Футбольную карьеру начал в «Васко да Гама», за юношеские и молодежные команды которой выступал с 2017 по 2023 год. За первую команду «Васко да Гама» дебютировал 14 января 2023 года в ничейном (0:0) домашнем поединке 1-го тура Серии А Лиги Кариоки против «Мадурейры». Жуан вышел на поле на 85-й минуте вместо Пауло Виктора. В январе 2023 дважды выходил на поле в матчах Лиги Кариоки.
12 сентября 2023 подписал 3-летний контракт с «Александрией». В футболке «горожан» дебютировал 22 сентября 2023 года в проигранном (1:5) домашнем поединке 8-го тура Премьер-лиги Украины против одесского «Черноморца». Жуан вышел на поле на 70-й минуте вместо Жеовани.

## Достижения
«Александрия»
- Серебряный призёр чемпионата Украины: 2024/25